# Superstar Car Wash
Superstar Car Wash è il quarto album del gruppo rock statunitense Goo Goo Dolls.

## Il disco
Il disco consacra Johnny Rzeznik come voce primaria del gruppo ed il titolo si riferisce ad un autolavaggio di quei tempi vicino a Buffalo. La traccia We Are the Normal è stata scritta da Johnny Rzeznik insieme al suo idolo Paul Westerberg cantante dei The Replacements. Inoltre la traccia Fallin' Down è stata inserita nel film Son in Law diretto da Pauly Shore nel 1993 e la traccia So Far Away era stata originariamente scritta e registrata col titolo Dancing In Your Blood.

## Tracce
1. Fallin' Down – 3:19
2. Lucky Star – 3:06
3. Cuz You're Gone – 3:32
4. Don't Worry – 2:25
5. Girl Right Next to Me – 3:45
6. Domino – 2:37
7. We Are the Normal – 3:39
8. String of Lies – 3:08
9. Another Second Time Around – 3:01
10. Stop the World – 3:33
11. Already There – 2:46
12. On the Lie – 3:18
13. Close Your Eyes – 2:26
14. So Far Away – 3:56

## Formazione
- Johnny Rzeznik - voce e chitarra elettrica
- Robby Takac - voce e basso
- George Tutuska - batteria